# Aillant-sur-Tholon
Aillant-sur-Tholon is een plaats en voormalige gemeente in het Franse departement Yonne in de regio Bourgogne-Franche-Comté. De plaats maakt deel uit van het arrondissement Auxerre.

## Geschiedenis
Aillant-sur-Tholon was de hoofdplaats van het gelijknamige kanton totdat dit op 22 maart 2015 werd opgeheven en de gemeenten werden opgenomen in het kanton Charny. Op 1 januari 2017 fuseerde Aillant-sur-Tholon met Champvallon, Villiers-sur-Tholon en Volgré tot de huidige commune nouvelle Montholon, waarvan Aillant-sur-Tholon de hoofdplaats werd.

## Geografie
De oppervlakte van Aillant-sur-Tholon bedraagt 18,1 km², de bevolkingsdichtheid is 80,3 inwoners per km².
De onderstaande kaart toont de ligging van Aillant-sur-Tholon met de belangrijkste infrastructuur en aangrenzende gemeenten.

## Demografie
Onderstaande figuur toont het verloop van het inwonertal (bron: INSEE-tellingen).